# Makossa
 (août 2016).
Si vous disposez d'ouvrages ou d'articles de référence ou si vous connaissez des sites web de qualité traitant du thème abordé ici, merci de compléter l'article en donnant les références utiles à sa vérifiabilité et en les liant à la section « Notes et références ».
Sous-genres
Funky makossa, disco makossa, salsa makossa, soukouss makossa, jazz makossa, reggae makossa
Le makossa est un genre musical camerounais. C'est au départ une composante exclusive de la culture duala, mais elle est par la suite adoptée en tant que musique populaire dans tout le pays. Il est semblable au soukous, avec plus de basses et de cuivres. Il est issu d'une danse traditionnelle sawa, l'Ambas-Bay, avec des influences significatives de jazz, de musique latine, et de  rumba congolaise  et du seben. Ce style musical urbain fait partie des quatre rythmes principaux au Cameroun avec le bikutsi, le mangambeu et l'assiko.

## Terminologie

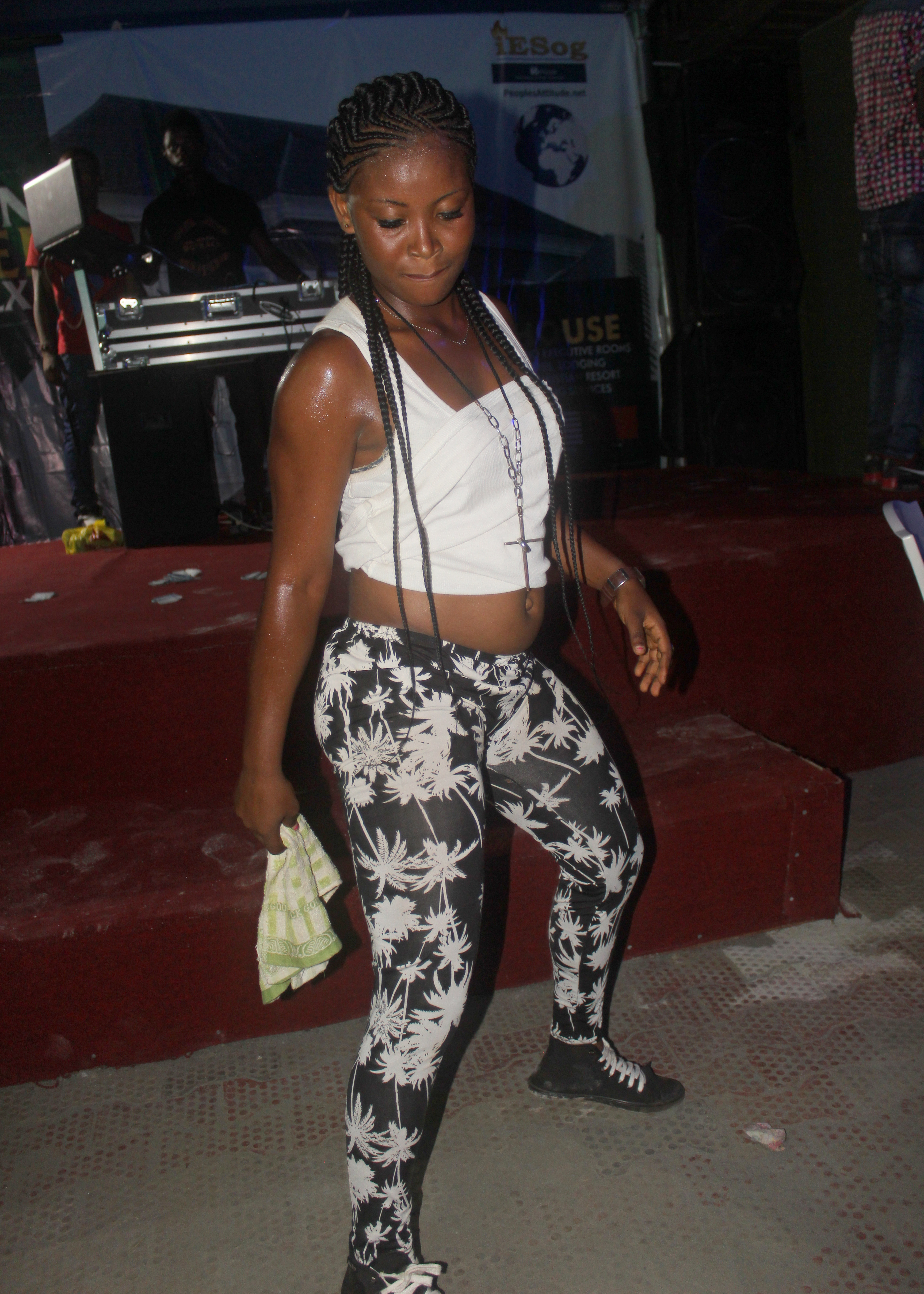
Danseuse makossa, État d'Enugu, Nigeria.

L'expression Makossa provient du mot duala Kósa qui signifie littéralement « épluche! ». Dans le contexte musical il est utilisé pour inviter à la danse. Il aurait été prononcé pour la première fois par l'artiste Nelle Eyoum dans les années 1950. Le mot, utilisé comme substantif (dikosa)  et mis au pluriel, donnera makossa.
Dans le no 324 du journal Afrique-Asie paru le lundi 18 juin 1984, Francis bebey dit ceci : « Étroitement lié à la ville de Douala, le makossa comme le jazz n'a pas de signification propre. La traduction la plus admise est d'ordre sémantique, Sa signifiant « danser »  en duala alors que Ko se traduit par « tomber » ; Makossa voudrait alors dire entrer dans la danse, soyez dans le coup ».

## Histoire
Les racines du makossa se trouvent dans la culture sawa et ses nombreux styles musicaux, favorisé par l'accès généralisé à l'électricité et par l'arrivée de nouveaux équipements de musique, le makossa peut enfin émerger au début des années 1950. Si le style makossa naît dans les années 1950, les premiers enregistrements n'apparaîtront qu'une décennie plus tard. Les artistes tels que Eboa Lotin, Misse Ngoh et surtout Manu Dibango ont popularisé le genre en dehors du Cameroun à la fin des années 1960. Aussi, la multiplication des lieux de détentes où on consommait de l'alcool local offre aux musiciens locaux un cadre d'expression. Ce qui a fait le succès du makossa à ses débuts, c'est sa capacité à absorber et à intégrer différents genres musicaux. Ainsi, l'influence de la rumba congolaise joue un rôle crucial sur la transformation du makossa. Grâce à la toute puissante Radio Léopoldville, la rumba était la musique extérieure la plus diffusée au Cameroun. Les phrasées de guitare dans le makossa notamment s'inspirent des phrasées de la Rumba congolaise. Pendant les années de colonisation allemande et française, l'idéal de beaucoup est de devenir un assimilé, donc de se dégager des scories du tribal pur. Des guitaristes qui ont « voyagé » reviennent de Guinée équatoriale (petit Paris) et des deux Congo avec des notions de Rumba (Épée d'or, etc.). Ils sont la modernité qui répond aux Kabasele de L'African Jazz et Franco du OK Jazz du Congo. Ils créent avec des danseurs piroguiers de retour de vente du poisson du jour, les prémices de ce qu'on appellera le Makossa ; danse qui demande des mouvements de reins suggestifs que les religieux ne tolèrent pas trop.
D'autres rythmes ont eu un très grand impact sur le makossa. On peut[style à revoir] citer entre autres : le merengue de la République dominicaine et le highlife du Ghana et du Nigeria. Le makossa est donc un syncrétisme de différents rythmes et influences. Ainsi, en combinant ces différents rythmes avec des danses populaires, des groupes tels que les Negro-Style, Uvocot Jazz (Union des voix côtières), Rythmic Band et Los Calvinos avec à leur tête, Lobé Rameau, Mouelle Guillaume, Ebanda Manfred, Nellé Eyoum, ont contribué à installer le Makossa comme un style musical standard. Le makossa est donc le résultat d'une influence à la fois interne et externe.
S'il fallait synthétiser le makossa en une formule mathématique, cela pourrait être : bolobo, essewé, assiko congolaise, merengue, highlife donnent le makossa.
Le makossa originel se diversifie par la suite et s'adapte aux rythmes en vogue au fil des époques. C'est ainsi que vers la fin des années 1960, il s'enrichit en intégrant des éléments de funk, résultat de l'influence funky-disco de la musique de James Brown, qui lui-même va plagier quelques années plus tard le chanteur André-Marie Talla. C'est Manu Dibango qui ouvre la voie en 1972 avec son Soul Makossa qui est un succès planétaire et fera connaître le makossa au monde entier. Inspirés par l'exemple de Manu, plusieurs artistes camerounais vont intégrer de nouveaux rythmes dans le makossa. C'est ainsi que naîtront : funky makossa, disco makossa, salsa makossa, soukouss makossa, jazz makossa, reggae makossa, etc..

## Artistes et groupes
- André-Marie Tala
- Anne-Marie Nzié
- Annie Anzouer
- Arbogaste Mbella Ntone
- Bachot Muna
- Ben Decca
- Diboué Black
- Chantal Ayissi
- Charlotte Mbango
- Clarisse Valérie
- Coco Mbassi
- Dina Bell
- Dinaly
- Djene Djento
- Donny Elwood
- Dora Decca
- Douleur
- Eboa Lotin
- Ekambi Brillant
- Elvis Kemayo
- Émile Kangue
- Eriko Tamura
- Étienne Mbappé
- François Nkotti
- Geo William Masso
- Georges Seba
- Gino Sitson
- Grace Decca
- Henri Dikongué
- Idy Oulo
- Jack Djeyim
- Jean Aladin Bikoko
- Jean-Jacques Elangué
- Joe Mboule
- Joëlle Esso
- Kaïssa
- Koko Ateba
- Kotto Bass
- Kristo Numpuby
- Kris Badd
- Lapiro de Mbanga
- Les Nubians
- Liza T
- Longuè Longuè
- Manu Dibango
- Nicole Mara
- Martin Koums
- Nadia Ewande
- Narcisse Prize
- Nguéa Laroute
- Nono Flavy
- Penda Dalle
- Petit-Pays
- Pierre de Moussy
- Pierre Didy Tchakounté
- Prince Eyango
- Princess Erika
- Queen Eteme
- Richard Bona
- Roger Bekombo
- Roland Tchakounté
- Roméo Dika
- Rosy[Laquelle ?]
- Sam Fan Thomas
- Sandra Nkaké
- Sergeo Polo
- Sissy Dipoko
- Solo Muna
- Tom Yom's
- Toto Guillaume
- Uta Bella
- Vicky Edimo
- Wax[Lequel ?]
- Wes
- Yannick Noah
- Zangaléwa